# ماريا خوسيه روجاس
ماريا خوسيه روجاس (بالإسبانية: María José Rojas) هي لاعبة كرة قدم تشيلية، ولدت في 17 ديسمبر 1987 في سانتياغو في تشيلي. شاركت مع منتخب تشيلي لكرة القدم للسيدات. أما مع النوادي، فقد لعبت مع Herforder SV Borussia Friedenstal ‏.

## وصلات خارجية
- ماريا خوسيه روجاس على موقع الاتحاد الدولي (مؤرشف)  (الإنجليزية)
- ماريا خوسيه روجاس على موقع قاعدة بيانات كرة القدم.إي يو (الإنجليزية)
- ماريا خوسيه روجاس على موقع Soccerway.com (الإنجليزية)
- ماريا خوسيه روجاس على موقع عالم كرة القدم.نت (الإنجليزية)